# هاري ويلسون (لاعب كريكت بريطاني)
هاري ويلسون (1897 - 1960)  (بالإنجليزية: Harry Wilson)‏ هو لاعب كريكت بريطاني (وحمل سابقاً جنسية المملكة المتحدة لبريطانيا العظمى وأيرلندا).